# Wasserturm Luzenberg

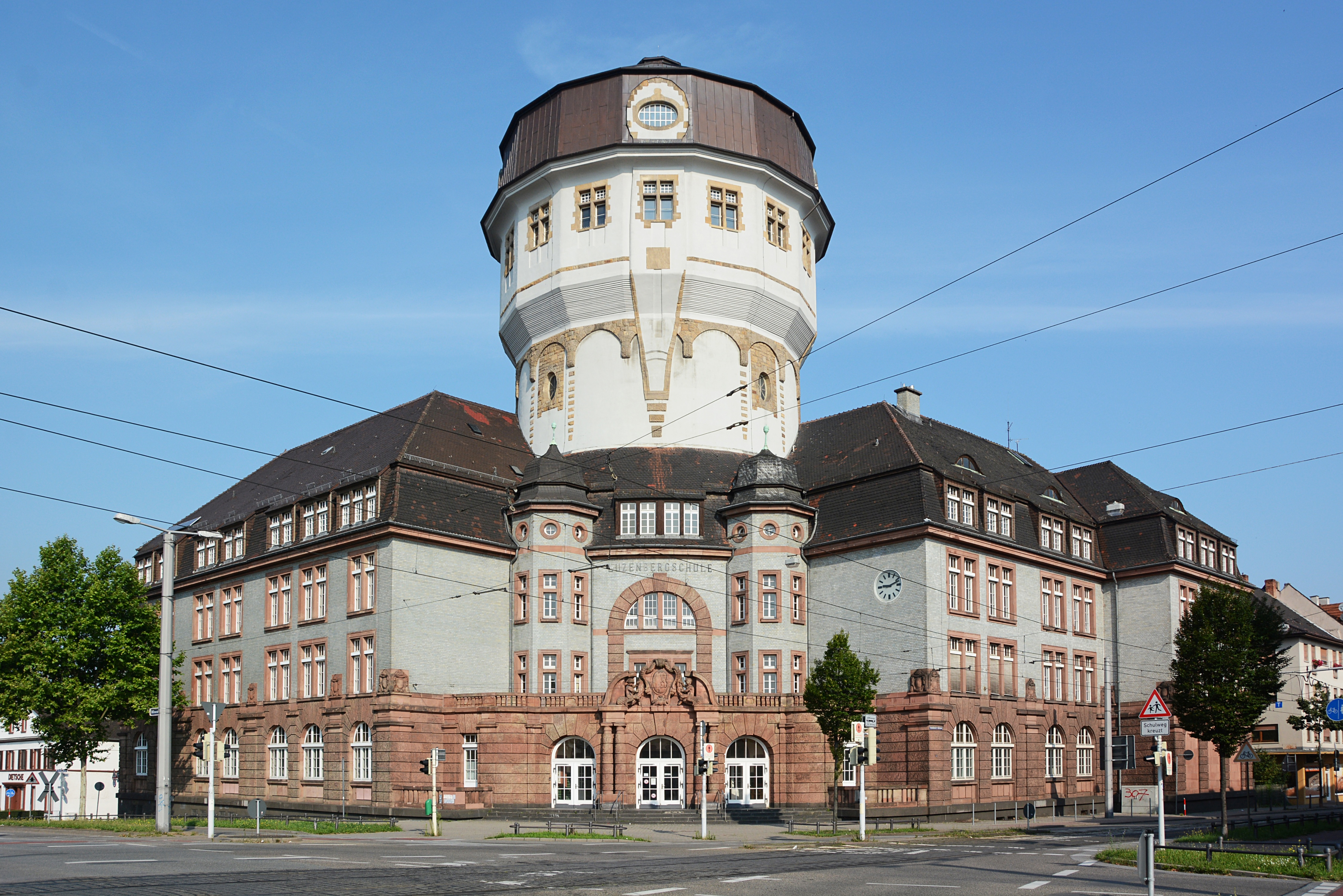
Wasserturm Luzenberg mit angebautem Schulgebäude

Der Wasserturm Luzenberg ist ein Wasserturm im Mannheimer Stadtteil Luzenberg. Er wurde von 1906 bis 1909 erbaut und in den Jahren 1912 bis 1914 um zwei angebaute Schulgebäude erweitert. Der Wasserturm war als solcher bis 1976 in Betrieb. Die Gesamtanlage steht unter Denkmalschutz.

## Planung und Bau
Der Turm war nach dem 1888 fertiggestellten Mannheimer Wasserturm am Friedrichsplatz der zweite kommunale Wasserturm in Mannheim. Er wurde gemeinsam mit der von 1906 bis 1911 erfolgten Erweiterung des Wasserwerks in Käfertal erbaut und diente als Durchflussbehälter für das von Käfertal kommende Wasser auf seinem Weg in die Stadt. Für den 1906 ausgeschriebenen Architekturwettbewerb zum Bau des Wasserturms gingen 29 Entwürfe ein. Der erste Preis ging an den Entwurf des Architekten Ernst Plattner, der zweite an den des städtischen Baubeamten Friedrich Pippart. Die Stadt kaufte außerdem einen Entwurf von Albert Friedrich Speer an. Zur Ausführung gelangte schließlich ein außer Konkurrenz eingereichter Entwurf von Otto Eberbach, dem dann auch die Ausführung bzw. Bauleitung übertragen wurde. Baubeginn war im August 1906. Allerdings stellten sich, wie auch schon etwa 20 Jahre zuvor beim Bau des Mannheimer Wasserturms, Probleme mit dem Architekten ein, da Eberbach 1907 eine besser bezahlte Baubeamten-Stelle im Saargebiet annahm und sich nicht länger um die Bauausführung in Mannheim kümmern konnte.

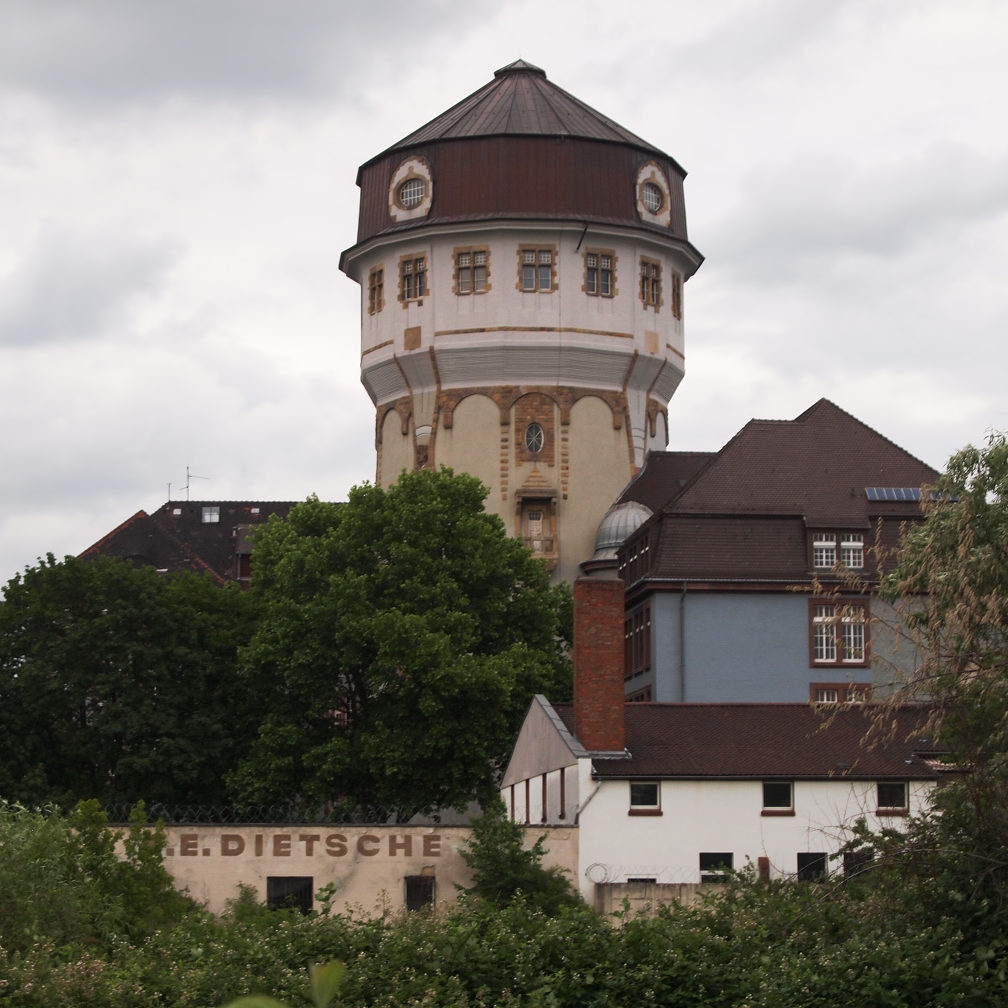
Talseite

Der Turm wurde im April 1909 in Betrieb genommen. Nach Planungen von Richard Perrey wurden von 1912 bis 1914 zwei Schulbauten an den Turm angebaut.
Nach der Beschädigung der ursprünglich höheren und mit einem abschließenden Turmknauf verzierten Turmhaube im Zweiten Weltkrieg wurde das Dach des Turms in der Nachkriegszeit flacher und einfacher rekonstruiert. Der Wasserturm war als solcher bis 1976 in Betrieb und wurde anschließend umfassend instand gesetzt. Der Turm und die angebauten Schulen stehen unter Denkmalschutz.

## Technik
Der Turm ist vom Straßenniveau aus bis zur Spitze des Daches etwa 52 Meter hoch. Die Oberkante des 2000 Kubikmeter fassenden, 11,16 Meter hohen Reservoirbehälters vom Typ Intze I mit einem Durchmesser von 16 Metern liegt 38,85 Meter über dem Erdgeschoss, 137,1 m über NN. Da der Wasserstand damit etwa fünf Meter höher war als der des Wasserturms am Friedrichsplatz, übernahm der Wasserturm in Luzenberg die Funktion, den Wasserdruck im Leitungsnetz konstant zu halten, während der ältere Mannheimer Wasserturm bis 2000 lediglich noch als Reservespeicher diente.
Über einem massiven Sockel von etwa acht Meter Höhe wird das Mauerwerk des Turms zweischalig. Die sichtbare Außenmauer trägt lediglich die Behälterverkleidung und das Dach, während der Wasserbehälter von einer sich konisch verjüngenden Innenschale getragen wird.